# Seirocastnia
Seirocastnia là một chi bướm đêm thuộc họ Noctuidae.

## Loài
- Seirocastnia albifascia Joicey & Talbot, 1922
- Seirocastnia amalthea Dalman, 1823
- Seirocastnia columbina Westwood, 1877
- Seirocastnia extensa Jordan, 1908
- Seirocastnia inca Hering, 1925
- Seirocastnia latimargo Hering, 1925
- Seirocastnia magnifica Hering, 1925
- Seirocastnia meridiana Schaus, 1896
- Seirocastnia nocturna Burmeister, 1879
- Seirocastnia panamensis Hampson, 1901
- Seirocastnia tribuna Hübner, [1831]
- Seirocastnia volupia Druce, 1897